# Voloșkî, Kompaniivka
Voloșkî (în ucraineană Волошки) este un sat în comuna Lozuvatka din raionul Kompaniivka, regiunea Kirovohrad, Ucraina.

## Demografie
Componența lingvistică a localității Voloșkî
     Ucraineană (93,22%)
     Rusă (3,39%)
Conform recensământului din 2001, majoritatea populației localității Voloșkî era vorbitoare de ucraineană (93,22%), existând în minoritate și vorbitori de rusă (3,39%) și armeană (3,39%).